# 経口補水液

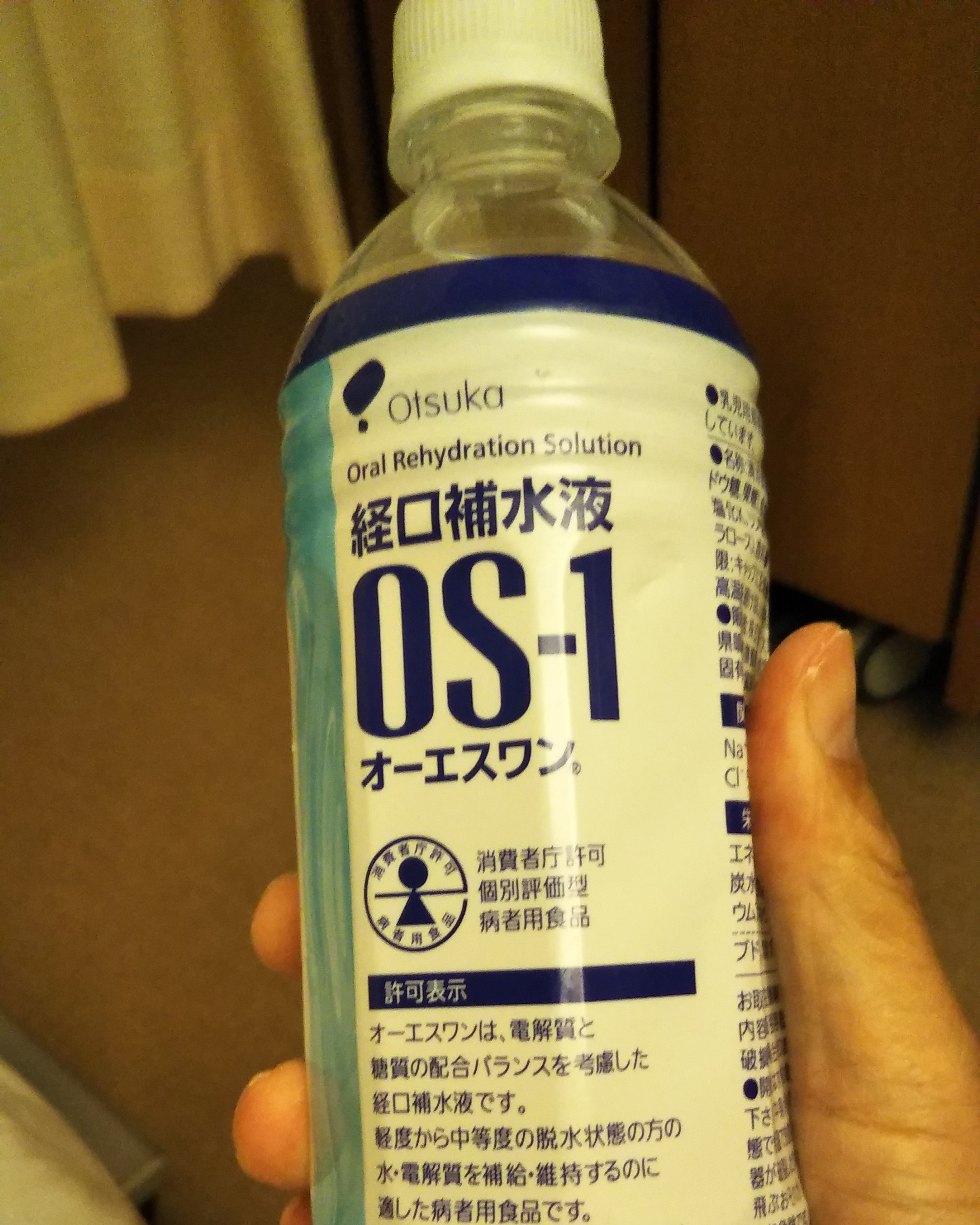
経口補水液

経口補水液（けいこうほすいえき、英: Oral Rehydration Solution, ORS）とは、食塩とブドウ糖を混合して、適切な濃度で水に溶かしたものである。真水の飲用よりも、これを飲用した方が小腸における水分の吸収が円滑に行われるため、主に下痢・嘔吐・発熱・発汗による脱水症状の治療に用いられる。なお、水に溶かす前の状態のものを経口補水塩（けいこうほすいえん、Oral Rehydration Salts）と言う。

## 概説
下痢・嘔吐・発熱といった症状が長期間に及んだり、あるいは高頻度で起こったりした場合には、脱水症状が起こり、特に子供や老人では死に至りやすい。これを防止するために、先進国の病院では点滴静注による水分補給が行われる。ただ、経口補水液は経口投与すれば良く、安価で安全で手技が簡便であることから、経口補水液による治療が世界に普及した。
特に発展途上国では、衛生状態の悪さから、下痢を引き起こすような感染症に罹患する可能性が高く、さらに、このような感染症によって脱水症状が発生しても、充分な医療設備が近くに無いため、点滴静注が出来ない場合がある。このためWHOやUNICEFは、経口補水液の配布を行い、発症初期での補水治療に関する啓発活動を進めている。そして実際に、脱水症状の者に経口補水液を経口投与するだけで、救命効果があったため、発展途上国で急速に普及した。
これに対して、先進国の医療では、脱水症状に対しては点滴静注で対処してきた関係で、経口補水液はあまり利用されず、普及が遅れていた。ただ、先進国においても、特に乳幼児に対して点滴静注を長時間行うことは困難であり、このような場合には、経口補水液による水分補給が望ましい。
また、点滴静注キットが手元に無くとも、経口補水液ならば使用できるので、脱水症状であっても意識不明には陥っておらず、経口摂取が可能な状態の患者の治療を、医師や看護師でなくても、その場で行える利点がある。例えば、熱中症の治療の様に緊急性が高い場合、この特長は有用である。経口補水液は、消化管の比較的上部の小腸から水分を効率良く吸収させるので、効果も速く出る。
少量の食塩が含まれるため健康な時に飲用しても不味い。逆説的に「経口補水液を美味しく感じたら脱水症状を起こしている」との目安にもなる。
ただし、脱水が高度になり、意識不明になると、経口補水液による治療は難しく、誤嚥の危険性も増すために、そのような場合には、救命のために点滴静注による水分補給をせねばならない。したがって経口補水液は、経口摂取が難しくなる前に、使用を開始する必要がある。
なお、日本の政府広報では経口補水液について、体に必要な水や電解質を口から取り入れるための病者用食品であり、スポーツドリンクのように運動の後や熱中症予防などで日常的に飲むべきではないとして注意喚起している。

## 開発
下痢が起きている場合、大腸で水分吸収などが充分にできておらず、さらに電解質の喪失も起こる。ところが、小腸でナトリウムイオンとブドウ糖が吸収される際、これに伴って水も吸収される仕組み（共輸送系）が発見され、ブドウ糖と食塩を同時に与えれば、通常の水分吸収の大部分を担う大腸ではなく、小腸から水分を効率的に補給できることが分かり、これが経口補水液の発明につながった。
適切な濃度のブドウ糖と食塩を水に溶かして作られた経口補水液は、たとえ大腸が充分に機能せずに下痢が起きて水分が流出していようとも、小腸での水分補給ができた。コレラで起きた脱水症状に対しても、周囲の者がスプーンなどを使って経口補水液を患者に与えるだけで、特効薬的に救命効果があり、発展途上国で急速に普及した。
なお、古くから病人食とされている重湯は、デンプン（ブドウ糖の重合体）を多く含むコメを煮て、少量の食塩を加えた食品であり、水分補給という点で理にかなった食品であったと言える。ただ、デンプンがブドウ糖に消化されるためには、消化管内で消化酵素が充分に分泌されていなければならないので、この点で経口補水液とは異なる。

## 組成

### 基本
経口補水液は、基本的に水、ブドウ糖、食塩で作られる。その際に、ブドウ糖濃度は、1.35〜4%程度が適している。ブドウ糖とナトリウムはモル比1:1で吸収されるため、これに伴う水の吸収効率もこのモル比において最適化される。また浸透圧は、血液の浸透圧である270(mOsm/L)未満が良い。浸透圧が高過ぎると、血液から水を吸い出して、かえって脱水を悪化させるからである。

### 応用
例えば手元にブドウ糖が無い場合でも、砂糖で代用して、水1リットルに対して砂糖大さじ 41⁄2（40グラム）、食塩小さじ 1⁄2（3グラム）を加えることで、簡易的な経口補水液を作ることができる。発展途上国では「コップ1杯の沸騰したお湯に、ひとつまみの塩と一握りの砂糖を入れる」ということで普及している地域もあり、LGS（lobon-gur solution）と呼ばれる。
他に、経口補水液を患者の状態に合わせて調整することも行われるために、色々な組成の物が考案されてきた。
例えば、嘔吐や下痢では、カリウムもナトリウム並みに失われるため、カリウム補給も同時に行うために、塩化カリウムを添加する場合もある。塩化カリウムが無い場合には、リンゴ・バナナ・トマトなど、果物や野菜で代用する。
また、経口補水液に重炭酸を加えることで、水の吸収効率はさらに高まることを利用して、炭酸水素ナトリウムを添加する場合もある。重炭酸の前駆体であるクエン酸を加えることもある。
さらに、消化管からの吸収率や速度を向上しつつ、カロリーの投与を兼ねる目的で糖分を添加しその浸透圧の分塩分を減量し、長期投与での純粋水分の蒸散や発汗に対応して純水分の割合を増やした物を、経口補水液として使用するという考えもある。

### 具体例
WHO/UNICEFの2003年改訂版では、水1リットルに対して、ブドウ糖13.5g+クエン酸三ナトリウム二水和物2.9g+食塩2.6g+塩化カリウム1.5gという組成を紹介している。また、WHOによる簡易版の経口補水液は、水1リットルに対して、砂糖小さじ6杯、食塩小さじ半杯という組成である。このほか、水700mL、無塩トマトジュース300mL（カリウムの補給、下痢の場合繊維分が影響する）、食塩3g（小さじ1/2）、砂糖40g（上白糖：大さじ 41⁄2）で作る経口補水液を紹介する書籍もある。

## 主な製品
消費者庁から特別用途食品（個別評価型病者用食品）を許可されている経口補水液は「●」で表す。なお、液体状の製品のみ記す。
- OS-1 - 大塚製薬工場●
- G-OS - 五洲薬品●
- アクエリアス経口補水液ORS - 日本コカ・コーラ●
- DAKARA経口補水液 - サントリー●
- アクアソリタ - 味の素●
- エブリサポート経口補水液ORS - 広貫堂●
- スムーズイオン - 赤穂化成●
- アクアサポート - 明治●
- 経口補水液NID - ニッド●
- アクアライトORS - 和光堂（乳幼児の経口補水）●